# Episodi di Baby Daddy (sesta stagione)
La sesta ed ultima stagione della serie televisiva Baby Daddy, composta da 11 episodi, è stata trasmessa negli Stati Uniti dal 13 marzo al 22 maggio 2017 sul canale Freeform.
In Italia è stata resa interamente disponibile il 4 ottobre 2017 su Infinity TV. In televisione è stata trasmessa dal 6 novembre 2017 su Joi, canale pay della piattaforma Mediaset Premium. In chiaro è stata trasmessa su Italia 1 dal 9 al 16 novembre 2018 alle 17:10.
| n° | Titolo originale       | Titolo italiano               | Prima TV USA   | Prima TV Italia |
| -- | ---------------------- | ----------------------------- | -------------- | --------------- |
| 1  | To Elle and Back       | Alla ricerca di Elle          | 13 marzo 2017  | 4 ottobre 2017  |
| 2  | Pro and Con            | Imbroglio e pregiudizio       | 20 marzo 2017  | 4 ottobre 2017  |
| 3  | Ben Rides a Unicorn    | Un unicorno                   | 27 marzo 2017  | 5 ottobre 2017  |
| 4  | A Mother of a Day      | Due mamme per un figlio       | 3 aprile 2017  | 5 ottobre 2017  |
| 5  | When Elle Freezes Over | La principessa e il cucchiaio | 10 aprile 2017 | 6 ottobre 2017  |
| 6  | The Third Wheeler      | Il terzo Wheeler              | 17 aprile 2017 | 6 ottobre 2017  |
| 7  | The Sonny-Moon         | La crociera                   | 24 aprile 2017 | 7 ottobre 2017  |
| 8  | You Cruise, You Lose   | Matrimoni                     | 1º maggio 2017 | 7 ottobre 2017  |
| 9  | The Rebound            | Il rimpiazzo                  | 8 maggio 2017  | 14 ottobre 2017 |
| 10 | What's in the Box?!    | Che c'è nel pacco?            | 15 maggio 2017 | 14 ottobre 2017 |
| 11 | Daddy's Girl           | Bella di papà                 | 22 maggio 2017 | 21 ottobre 2017 |